# Linaria faucicola
Linaria faucicola är en grobladsväxtart som beskrevs av Louis François Jules Rodolphe Leresche och Levier. Linaria faucicola ingår i släktet sporrar, och familjen grobladsväxter. Inga underarter finns listade i Catalogue of Life.